# رودولف الثاني ملك بورغندي
رودولف الثاني (880 - 11 يوليو 937)؛ هو عضو في أسرة فلف الأكبر؛ بحيث كان ملك برغونة منذ 912 حتى وفاته، في البداية حكم برغونة العليا، ثم أيضا أصبح ملك إيطاليا منذ 922 حتى 926، وفي 933 حصل على مملكة برغونة السفلى بعد تنازل هيو الآرلي له مقابل التنازل عن إدعاءاته في العرش الإيطالي، وبذلك أدى إلى توحيد البرغونيين حتى إطار مملكة آرل.

## الحياة
هو ابن الأكبر لـ رودولف الأول ملك برغونة العليا، يفترض أن والدته تكون غويلا ربما هي ابنة الملك بوسو البروفنسي، خلال صعوده إلى العرش في 912 دخل في صراع حدودي مع دوقات شوابيا المجاورة حول أراضي في تورغاو وزيورخ، ولكن الدوق بورشار الثاني دوق شوابيا هزمه أخيراً في معركة فينترتور في 919، وتم إقامة السلام بينهما من خلال زواج رودولف من ابنة بورشار بيرتا في 922. 
في الوقت نفسه طلب بعض النبلاء الإيطاليين بقيادة أدالبرت الأول من إيفريا للتدخل في إيطاليا نيابة عنهم ضد الملك برنغار الأول وإمبراطور الروماني المقدس، وبعد دخوله لإيطاليا توج كـ ملك اللومبارد في بافيا، وفي 923 هزم الملك برنغار عند بياتشنزا، قُتل برنغار في العام التالي، ربما يكون بتحريض من رودولف، وبذلك أصبح الملك الأوحد لإيطاليا، حكم رودولف برغونة وإيطاليا معاً بحيث كان يقيم بالتناوب في كلتا المملكتين.
ومع ذلك تحول النبلاء ضده وطلبوا من هيو الحاكم الفعلي لـ بروفنس أو (برغونة السفلى) الحكم بدلا منه، جاء حماه بورشار الثاني دوق شوابيا لدعمه ومع ذلك تعرض للهجوم وقُتل بالقرب من نوفارا من قبل أتباع المطران لامبرت الميلاني، وبذلك كان على رودولف حماية نفسه، ولضمان تتويج هيو كملك لإيطاليا في هذه العملية عند دايت فورمس قدم رودولف رمز الملكي الحربة المقدسة إلى الملك الفرنجة الشرقية هاينريش صياد الطيور مقابل أراضي في بازل الشوابية.
اتحدت الممالك برغونة في 933، حكم رودولف حتى وفاته في 937 وخلفه ابنه كونراد، إما ابنته أديلايد تزوجت من لوثر الثاني، وبينما أرملته بيرثا تزوجت من هيو، لاحقاً ستصبح ابنته أديلايد الزوجة الثانية لـ أوتو العظيم الذي توج إمبراطور الروماني المقدس في 962، وهي والدة الإمبراطور أوتو الثاني.